# Buzzer beater
Een buzzer beater is een benaming in basketbal, voor een basket die binnen de laatste seconde van een kwart in een basketbalwedstrijd wordt gemaakt. 
Als de basketbal wordt gegooid, voordat de zoemer afgaat die aangeeft dat het einde van de speelperiode is aangebroken, en deze tijdens of na de zoemer door de basket gaat, dan tellen die punten mee. Als deze punten beslissend zijn voor de wedstrijd (gelijkspel dus verlenging, of winst), dan is er sprake van een buzzer beater.